# Jon Jonassen
Jon Tikivanotau Michael Jonassen, né le 24 juillet 1949 à Rarotonga et mort en juillet 2023,, est un compositeur et diplomate des Îles Cook.

## Biographie
Son grand-père paternel est un capitaine de navire norvégien échoué à Tahiti en 1897 et installé aux Îles Cook.
Il étudie l'Histoire au campus de Hawaï de l'université Brigham-Young, obtenant un diplôme de licence (Bachelor of Arts), suivi d'un diplôme de Bachelor of Science en gestion des entreprises, puis en 1982 d'un diplôme de Master of Arts en études des îles du Pacifique à l'université de Hawaï. Il travaille ensuite dans l'administration du ministère des affaires étrangères des Îles Cook, devenant en 1984 le secrétaire permanent du ministère.
Devenu en 1987 directeur des programmes de la Commission du Pacifique Sud, il est secrétaire général par intérim de la Commission de janvier à juin 1989,,. En 1991 il devient le secrétaire permanent du nouveau ministère du Développement culturel des Îles Cook,. 
De 1993 à 2012 il est professeur de science politique au campus de Hawaï de l'université Brigham-Young, avec une interruption de 1997 à 1999, dates auxquelles il est le haut-commissaire (ambassadeur) des Îles Cook en Nouvelle-Zélande,.
Par ailleurs compositeur de « plusieurs centaines de chansons et de pièces de tambour traditionnel », il est fait membre de l'ordre de l'Empire britannique en 2014 par la reine de Nouvelle-Zélande, Élisabeth II, pour services rendus à la culture, à la musique et au service public.